# Catherine Murphy Urner
Catherine Murphy Urner Shatto est une compositrice et chanteuse américaine, née le 23 mars 1891 
à Mitchell et morte le 30 avril 1942 à San Diego. 

## Biographie
Catherine Urner est née à Mitchell, dans l'Indiana, la troisième des sept enfants d'Edward Everett Urner, principal de collège, et de Jessie Robertson Urner, écrivaine. Elle a étudié le piano, le chant et la composition au Goucher College de Baltimore, dans le Maryland, à l'Institut Peabody et à l'Université Miami, à Oxford, dans l'Ohio, obtenant un Bachelor of arts en 1912. 
Elle a continué ses études à l'Université de Californie à Berkeley, et a obtenu le prix George Ladd en composition, ce qui lui a permis d'avoir la chance de partir à Paris pour étudier avec Charles Koechlin de 1919 à 1921. Elle est retournée à Paris plusieurs fois entre 1923 et 1926 pour continuer les cours de composition avec Charles Koechlin et les cours de chant avec Andrée d'Otemar.
Elle a ensuite travaillé comme professeur et directrice de chant au Mills College d'Oakland, en Californie, de 1921 à 1924. À la suite de ce poste, elle a passé du temps à jouer, composer et visiter les États-Unis et l'Europe, avec l'aide de Charles Koechlin. Elle a aussi collectionné des mélodies des indiens d'Amérique qu'elle a insérées dans ses propres compositions. 
Ses œuvres ont été jouées en 1925 à la salle Pleyel à Paris par le Quatuor Krettly, incluant Pierre Fournier, violoncelliste de 17 ans. Le programme contenait des compositions de Charles Koechlin, Claude Debussy, Johannes Brahms et Franz Schubert, ainsi que ses propres compositions. Elle a permis à Charles Koechlin de donner un cours à l'Université de Californie en 1928, puis s'est installée chez lui à Paris jusqu'en 1933, collaborant à plusieurs de ses travaux. Leur collaboration musicale fructueuse était inspirée par une admiration mutuelle. En 1937, elle est retournée en Californie et s'est mariée avec l'organiste et compositeur Charles Rollins Shatto (1908-1983). 
Elle est morte à San Diego. Ses archives sont conservées à l'Université de Californie à Berkeley. Parmi ses œuvres, on peut compter plus de 80 chants, plusieurs mélodies des indiens d'Amérique, 24 œuvres chorales et 8 œuvres orchestrales.

## Compositions
- The Bride of a God, avec Charles Koechlin
- Come Away, Death
- Song of the Sea
- Song from April
- Le Papillon
- Quatre Mélodies
- Ici-bas
- Colloque Sentimental